# Klövsjö-Rätan Trafik
Klövsjö-Rätan Trafik AB, eller KR Trafik, är ett bussbolag som bildades år 1991 av Gunnar Sahlén och Bengt Olofsson, taxiägare i de jämtländska byarna Klövsjö respektive Rätan. 
Klövsjö-Rätan Trafik startade i liten skala, med två begagnade skolbussar, och växte med tiden med utökad skoltrafik i Bergs kommun. Efter att ha vunnit anbud för all linjetrafik i Bergs kommun, växte företaget snabbt. Företaget övertog också linjetrafiken i Krokoms kommun, samt trafik med stadsbussarna i Östersunds kommun. År 2003 fick Klövsjö-Rätan Trafik kontrakt på all linjetrafik i Härjedalens, Bräcke och Strömsunds kommuner.
Dåvarande majoritetsägaren Gunnar Sahlén sålde företaget 2014 till Byberg & Nordins busstrafik i Nordingrå och A Björks AB
Företaget bedriver (2020) huvudsakligen linjetrafik i Västerbottens län och är dotterföretag till A Björk AB,, som i sin tur sedan 2019 ägs av Transdev.